# Nonnus nigrans
Nonnus nigrans là một loài tò vò trong họ Ichneumonidae.